# 自機
自機（じき）
1. コンピュータゲームでプレイヤーが操るキャラクター。本項で詳述。
2. 主に航空機に用いられ、自分の乗る機体を指す名称。

自機（じき）とは、シューティングゲーム、アクションゲーム、およびその他のコンピュータゲームなどでゲームのプレイ時に、操作する対象となるゲーム中のキャラクター（人物、動物、植物やロボット、航空機、戦車、車、戦艦、その他の乗り物など）のこと。「マイキャラ」「自キャラ」とも呼ばれる。
字義的には戦闘機などの航空機に対して呼ぶべきものだが、1970年代後半からプレイヤーの間ですでにプレイヤーが操るキャラクターの代名詞となっており、『スーパーマリオブラザーズ』のように人間や動物のキャラクターを操る場合も習慣的に「自機」と呼ぶこともあり、数え方も「1人、2人……」「1匹、2匹……」ではなく「1機、2機……」と呼ばれることもある。

## プレイヤーストック
プレイヤーストックとは自機の残りの数を指し、俗に「残機」や「機数」などと呼ばれる。それはゲームプレイのミスにより減少する。ミスした際（たとえ本当の死亡でなくても）「死ぬ」と直接的な表現が取られることが多い。
ゲーム中にスコアやアイテムなどでプレイヤーストックが増加する事を「エクステンド」や「1UP」（ワンアップ、ワンナップ、いちアップなど。呼称は様々）と呼ぶ。
多くの場合は以下の組み合わせによりゲームの仕様が決定する。
プレイヤーストック制
ミスをすると自機が1つ減り、プレイヤーストックが0の時点でミスをするとゲームオーバーとなる。ゲームのスタート時における、1クレジットあたりのストック数は3であるのが一般的だが、これはピンボールが3ボール制であったことに由来する（ゲームによっては、オプションでプレイヤーストック数を増減できるのもある）。ゲームによっては、防御手段等により一定時間（又は一定回数）ミスを防げるゲームや、一定条件によりプレイヤーストックがいくつあっても即ゲームオーバーになる「即死」が採用されているゲームもある。
ライフ制
ダメージを受けるとライフが減り、ライフを全て失うとゲームオーバーとなる。プレイヤーストック制と同様、ゲームによっては、防御手段等により一定時間（又は一定回数）ライフの減少を防げる物もある。また、一定条件（穴に落ちる・特定のトラップに引っかかる・制限時間が切れるなど）により、一瞬でライフがなくなる「即死」が採用されているゲームもある。
プレイヤーストック・ライフ併用制
プレイヤーストック制とライフ制を掛け合わせたもの。ダメージを受けるとライフが減り、ライフを全て失うとミスとなる。ミスをすると自機が1つ減るが、ライフは回復する。ストックが0の時点（一部ゲームでは1の時点）でライフを全て失うとゲームオーバーとなる。この場合も、一定条件により一瞬でライフやプレイヤーストックがなくなり即ミス・即ゲームオーバーになる「即死」が採用されているゲームもある。